# Parco nazionale di Liesjärvi
Il parco nazionale di Liesjärvi (in finlandese: Liesjärven kansallispuisto) è un parco nazionale della Finlandia, nella provincia della Finlandia meridionale. È stato istituito nel 1956 e occupa una superficie di 21 km².